# Актуково
Актуково — татарское село в Краснооктябрьском районе Нижегородской области России, входит в состав Уразовского сельсовета.
Является одним из 34 татарских сёл юго-востока Нижегородской области.
В селе протекает речка Сухой Пар

## История
Название деревни, по основной версии, восходит к имени её основателя — Актука-бабая, который согласно легендам был братом Уразы, основателя деревни Уразовка. Поскольку существование Уразы — служилого татарина, получившего в 1595 году поместье в Арзамасском уезде, не вызывает сомнений, время основания Актуково относят к концу XVI века.
Первое документальное свидетельство существования деревни содержится в «Актах хозяйства боярина Б. И. Морозова», где оно названо Октуково.
В XVIII веке Актуково в числе других селений было приписано к ведомству «Адмиралтейской Конторы служилых татар». Будучи в ведении Адмиралтейства, жители деревни привлекались к заготовке и вывозу корабельного леса, основным же занятием было земледелие. В 1790 году в деревне было 777 жителей и насчитывалось 138 дворов. В начале XIX века число дворов в деревне сократилось до 55, а население — до 422 человек.
Между 1790 и 1806 годам в Актуково появилась своя деревянная мечеть. Согласно ведущимся в ней записям в 1812 году в селении насчитывалось 1047 жителей, а в 1859 году — уже 1969, что было указано в списке населённых мест Нижегородской губернии, где Актуково упоминается как казённая деревня Сергачского уезда в 270 дворов.
После реформы 1861 года деревня вошла в Уразовскую волость. К 1872 году в селение возвели вторую мечеть, а в 1878 — третью. В 1909 году была построена религиозная школа (мектебе).В 1910 году под влиянием джадидистских идей провели сбор средств и открыли женскую школу, показывавшая после позитивные результаты. К 1911 году в Актуково насчитывалось уже 408 дворов, а в 1916 году население составляло 2250 человек.
В начале 1920-х годов жители Актукова (3500 человек) владели 1779 десятинами земли, а также 4 ветряными и 1 паровой мельницей. В 1918 году согласно политике советской власти, мектебе было преобразовано в светское учебное заведение. В 1930 году одна из мечетей была закрыта и переделана в школу, в 1938 вторая превращена в пионерский клуб. В 1940 году под школу переоборудовали третью мечеть.

## Население
| 2002 | 2010 |
| ---- | ---- |
| 304  | ↘253 |

Согласно переписи населения 2002 года, татары составляют 94 % жителей села.

## Известные уроженцы, жители
Салиев, Гомар Аляутдинович — татарский купец и предприниматель, осуществлявший свою деятельность среди татар города Тампере. С его помощью было основано исламское объединение.
Вагапов, Рашид Вагапович - татарский певец, один из самых ярких исполнителей в татарской музыкальной культуре. Заслуженный артист Татарской АССР (1950), народный артист Татарской АССР (1968)